# Матрунчик Микола Іванович
Матрунчик Микола Іванович (13 січня 1955 — 22 вересня 2018) — колишній директор державного підприємства «Луцький ремонтний завод „Мотор“», Волинська область, Герой України.

## Державні нагороди
- Звання Герой України з врученням ордена Держави (24 серпня 2013) — за визначний особистий внесок у розвиток вітчизняної промисловості, впровадження сучасних технологій у виробництво, вагомі трудові досягнення[2]
- Медаль «За військову службу Україні» (1 вересня 1997) — за зразкове виконання військового обов'язку, досягнення високих показників у бойовій і професійній підготовці[3]
- Заслужений машинобудівник України (22 вересня 2008) — За вагомі особисті заслуги у розвитку вітчизняної промисловості, багаторічну сумлінну працю, високий професіоналізм та з нагоди Дня машинобудівника[4]